# U-534
U-534 – niemiecki okręt podwodny (U-Boot) typu IXC/40 z okresu II wojny światowej. Okręt wszedł do służby w 1942 roku. Jeden z czterech drugowojennych U-Bootów zachowanych do czasów współczesnych.

## Historia
Zamówienie na budowę okrętu zostało złożone w stoczni Deutsche Werft w Hamburgu 10 kwietnia 1941. Rozpoczęcie budowy okrętu miało miejsce 20 lutego 1942 roku. Wodowanie nastąpiło 23 września 1942, wejście do służby 23 grudnia 1942 roku.
W 1944 i 1945 okręt odbył łącznie trzy patrole bojowe; nie zniszczono żadnej jednostki przeciwnika. Został zatopiony 5 maja 1945 przez bomby głębinowe zrzucone z brytyjskiego Liberatora na wodach cieśniny Kattegat na północny zachód od Helsingør.
W 1993 roku rozpoczęto operację wydobycia okrętu, sponsorowaną przez duńskiego magnata prasowego Karstena Ree. Wrak zachował się w dobrym stanie. znaleziono m.in. rzeczy osobiste załogi, 100 butelek po winie, karton prezerwatyw itd. W 1996 roku kadłub został przetransportowany do Birkenhead w Anglii, gdzie ze względów technicznych i ekonomicznych został pocięty na 4 części przed osiągnięciem ostatecznego miejsca ekspozycji. Wystawa o nazwie „The U-Boat Story” została ostatecznie otwarta 10 lutego 2009 roku.